# 一宮市立赤見小学校
一宮市立赤見小学校（いちのみやしりつ あかみしょうがっこう）は、愛知県一宮市にある公立小学校。

## 沿革
- 1873年 - 千之学校、出屋敷裁松寺に創立
- 1876年 - 第34学区柚木学校に改称
- 1892年 - 赤見尋常小学校に改称
- 1907年 - 西成第3尋常小学校に改称
- 1940年 - 一宮市に合併。それに伴い一宮市赤見尋常小学校に改称
- 1941年 - 一宮市赤見国民学校に改称
- 1947年 - 一宮市立赤見小学校に改称
- 1948年 - PTAを設立
- 1969年 - 校歌を制定
- 1974年 - プール竣工
- 1977年 - 屋内運動場竣工

## 通学区域
- 赤見1丁目の一部、赤見2丁目の一部、大赤見の一部、大赤見字市場地下屋敷、大赤見字市場東屋敷、大赤見字大島、大赤見字大橋、大赤見字御神明、大赤見字颪前、大赤見字川島、大赤見字才勝、大赤見字山王裏、大赤見字清水、大赤見字鷺目、大赤見字神明東、大赤見字神明前、大赤見字地下中屋敷、大赤見字地下西屋敷、大赤見字地下東屋敷、大赤見字地内市場屋敷、大赤見字諏訪裏、大赤見字高畠ケ、大赤見字立長、大赤見字辻ノ御堂、大赤見字出口、大赤見字西四氏、大赤見字東四氏、大赤見字東出、大赤見字不動裏、大赤見字柳原、大赤見字山之子、北小渕、小赤見、柚木颪（柚木颪字打箱、柚木颪字西川垂、柚木颪字東川垂を除く）[1]。

## 進学先中学校
- 一宮市立西成東部中学校